# Овитю, Йоанн
Йоа́нн Овитю́ (фр. Yohann Auvitu; род. 27 июля 1989, Иври-сюр-Сен) — французский хоккеист, защитник «Витковице» и сборной Франции. Племянник хоккейного тренера Лорана Бугро, старший брат нападающего Максанса Овитю.

## Биография
Йоанн Овитю начал карьеру в молодёжном клубе «Париж-Вири». Два сезона провёл в высшей французской лиге за «Монблан» и помог молодёжной команде клуба выиграть чемпионат Франции.
В 2008 году перешёл в финский ЮП. Выступал за основную и молодёжную команду из Ювяскюля. В сезоне 2010/11 дебютировал в финском чемпионате. Чемпион Финляндии по хоккею 2012 года. В 2014 году перешел в ХИФК и был признан лучшим защитником финской Лииги 2016 года.
В 2016 году подписал двусторонний однолетний контракт с клубом НХЛ — «Нью Джерси Девилз». Летом 2017 перешел в канадский «Эдмонтон Ойлерз», заключив однолетний односторонний контракт на $ 700 тыс.
В 2010 году сыграл первый матч за основную сборную Франции на чемпионате мира по хоккею. С тех пор участвовал во всех соревнованиях в составе французов, в том числе в 9 чемпионатах мира.